# Хазан, Лиран
Лиран Хазан (ивр. לירן חזן‎; родился 10 мая 2006, Петах-Тиква) — израильский футболист, полузащитник клуба «Маккаби (Петах-Тиква)».

## Клубная карьера
Уроженец города Петах-Тиква, Хазан выступал за футбольные академии клубов «Хапоэль (Петах-Тиква)», «Ирони Модиин» и «Маккаби (Петах-Тиква)». 31 января 2024 года дебютировал за «Маккаби» в матче израильской Премьер-лиги против клуба «Хапоэль» (Хадера). 20 октября 2024 года забил свой первый гол в чемпионате в матче против клуба «Хапоэль» (Беэр-Шева).

## Карьера в сборной
Выступал за сборные Израиля до 16, до 17, до 18, до 19 лет и до 21 года.

## Достижения
«Макккаби» (Петах-Тиква)
- Обладатель Кубка Израиля: 2023/24